# Диффузионное давление
Диффузионное давление — давление, оказываемое диффундирующим веществом на воображаемую мембрану, помещенную в какую либо точку системы, где происходит диффузия. Чем ближе эта точка к источнику диффундирующего вещества — тем больше давление.
Диффузионное давление пропорционально температуре и подчиняется закону Шарля.